# Pont de Tsūjun

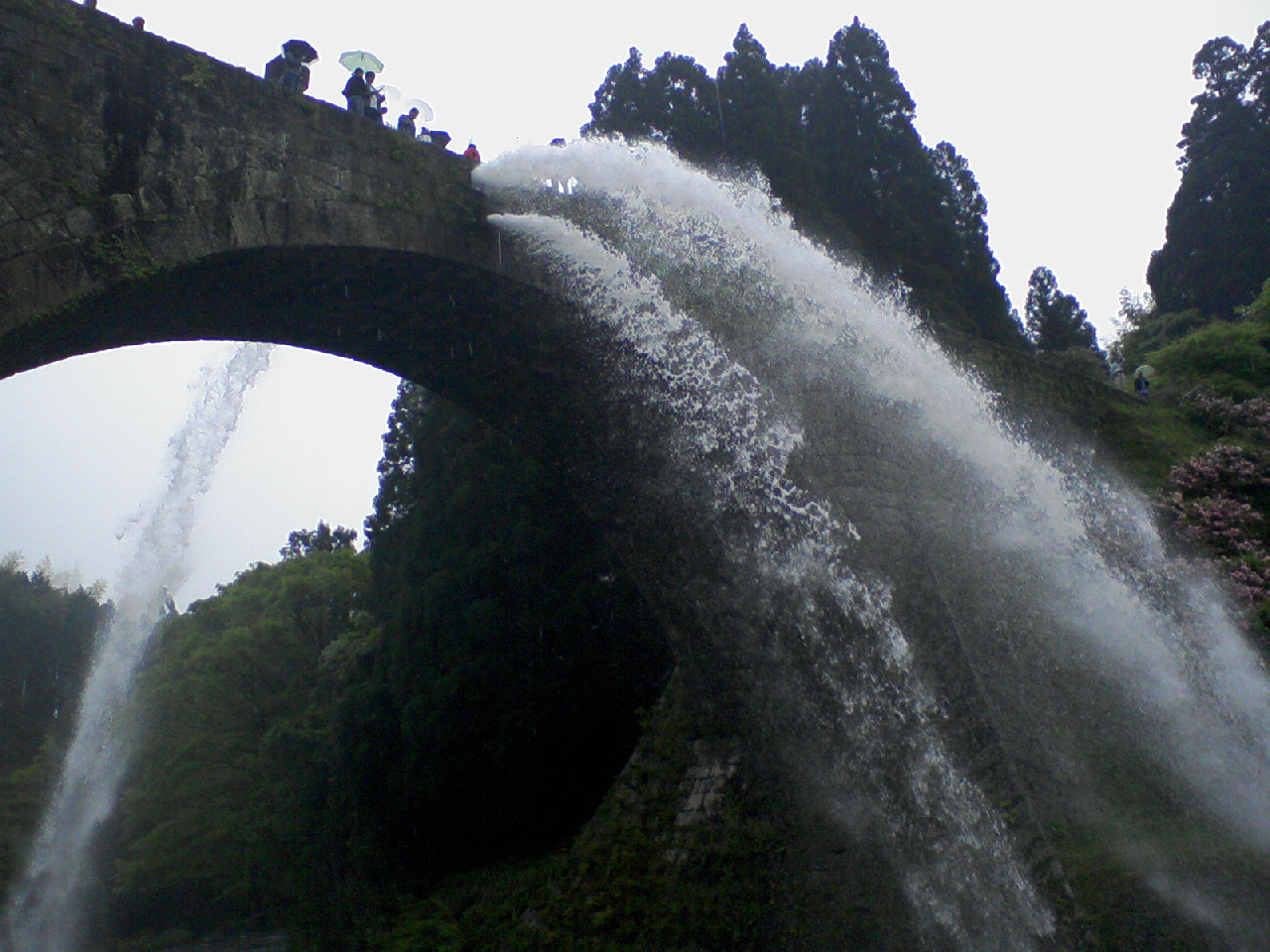
Décharge d'eau à partir du pont de Tsūjun en mai 2007.

Le pont de Tsūjun est un aqueduc construit en 1854 situé dans la commune de Yamato dans la préfecture de Kumamoto au Japon. Il mesure 84 mètres de long et a été désigné bien culturel important par l'agence des affaires culturelles.

## Histoire et technique
- Ce pont prouve le niveau élevé de la technologie des ponts de pierre à cette époque.
- Futa Yasunosuke (1801–1873), qui est alors le chef du village de Yabe, Fukuoka, conçoit et après financement, construit le pont avec l'aide d'un groupe de quarante et un techniciens de la pierre et de nombreux fermiers. Son but est de laisser couler l'eau dans une zone supérieure (plateau de Shiroito) pour l'agriculture.
- Après avoir mis en place des cadres en bois, des pierres y sont placées et trois aqueducs sont ainsi construits. Après cela, les cadres en bois sont retirés. Parce que les aqueducs sont plus bas de six mètres que la partie supérieure de la voie navigable, un mécanisme de siphon inversé fonctionne quand on laisse l'eau passer par l’aqueduc. L'étanchéité des aqueducs est assurée par du mortier. Le pont est achevé en 1854.
- Afin de garder les aqueducs dans un parfait état et pour les touristes, l'eau est déversée dans la rivière de temps en temps.

## Source de la traduction
- (en) Cet article est partiellement ou en totalité issu de l’article de Wikipédia en anglais intitulé « Tsūjun Bridge » (voir la liste des auteurs).